# غنبد (ديزجرود الشرقي)
غنبد (بالفارسية: گنبد) هي قرية تقع في إيران في أذربيجان الشرقية. يقدر عدد سكانها بـ 301 نسمة .